# Earls Court House
Earls Court House war ein Gutshaus westlich von London in Kensington. Das Haus wurde 1886 abgerissen, um Platz für Mietshäuser zu machen. Ein Teil des Gartens hat sich in den Barkston Gardens in Earls Court erhalten.
In dem Haus lebten John Hunter, der das Haus 1765 erwarb. Ihm folgten John Hanson, der Anwalt der Frau von Lord Byron, und eine Geliebte des Duke of Richmond. Im Jahre 1829 kaufte es Robert Gunter, aus der Gunter-Familie, der in Earls Court bereits große Ländereien gehörten.
Von 1832 bis 1878 diente es als privates Sanatorium für Frauen mit Geisteskrankheiten. Im Haus befanden sich zur Zeit seines Bestehens jeweils etwa 30 Patientinnen auf. Erste Betreiberin war Mary Bradbury. Ab 1863 war Robert Gardiner Hill Anstaltsleiter, der zu den Pionieren der non-restraint-Bewegung gehörte, die auf eine Behandlung ohne Zwangsjacken setzt. Hill starb 1878 in dem Haus.